# Le Bousquet-d'Orb
Le Bousquet-d'Orb is een gemeente in het Franse departement Hérault (regio Occitanie). De plaats maakt deel uit van het arrondissement Lodève. Le Bousquet-d'Orb telde op 1 januari 2022 1.594 inwoners.

## Geografie
De oppervlakte van Le Bousquet-d'Orb bedroeg op 1 januari 2022 11,83 vierkante kilometer; de bevolkingsdichtheid was toen 134,7 inwoners per km².

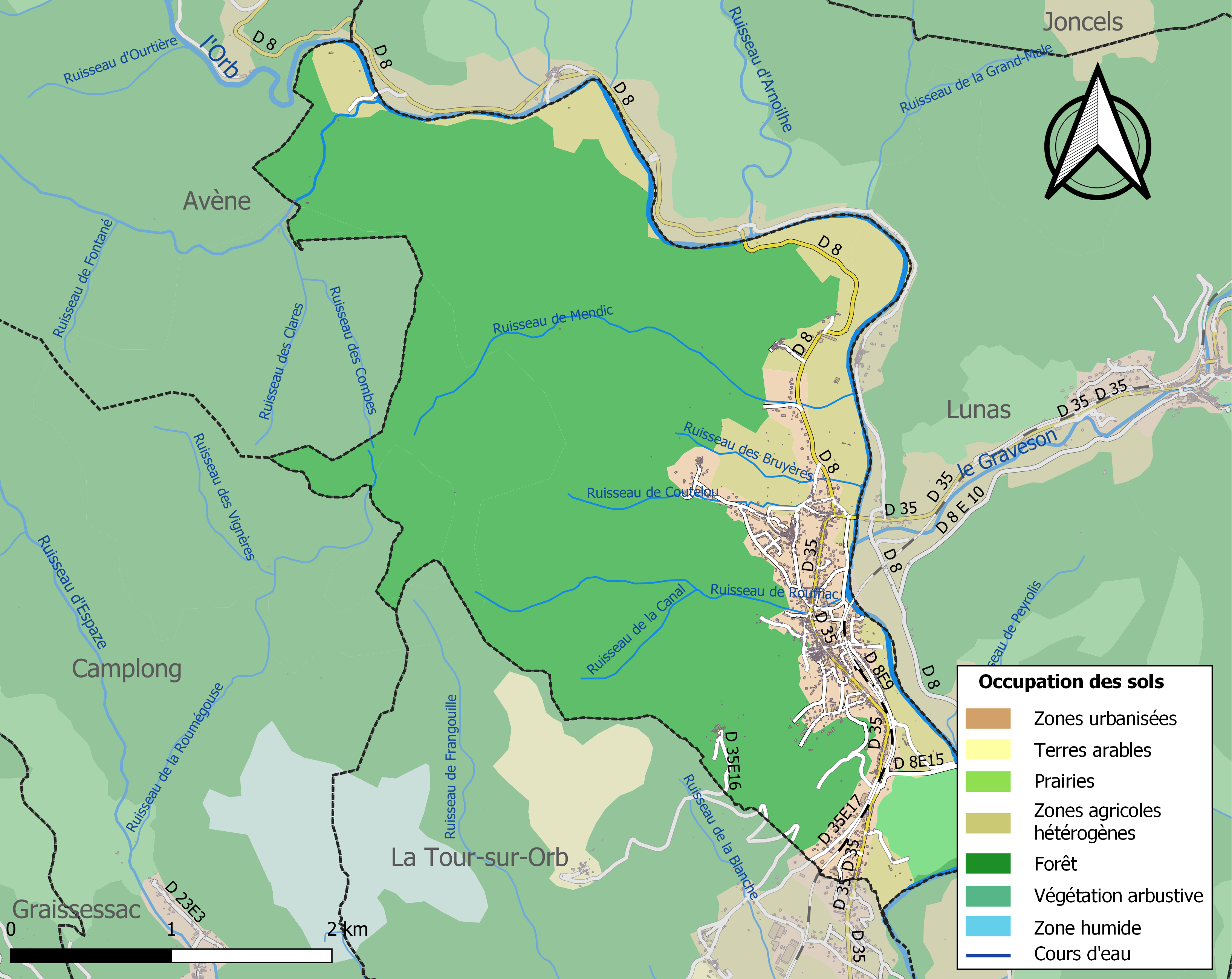
Kaart van de gemeente met belangrijkste infrastructuur, bodemgebruik en omliggende gemeenten

## Demografie
Onderstaande figuur toont het verloop van het inwonertal (bron: INSEE-tellingen).